# فرنسيس روميرو
فرنسيس روميرو (بالإسبانية: Francis Romero) هي مذيعة ‏ ومُدرسة وممثلة فنزويلية، (ولد في كاراكاس في فنزويلا 1970  م).

## وصلات خارجية
- فرنسيس روميرو على موقع IMDb (الإنجليزية)
- فرنسيس روميرو على موقع قاعدة بيانات الفيلم (الإنجليزية)